# Mia Consalvo
Mia Consalvo, née le 29 mai 1969,  est  une professeure  en communication à l'Université Concordia de Montréal, et titulaire de la Chaire de recherche du Canada sur l'étude et la conception du jeu. Elle est l'auteure de nombreux ouvrages et publications sur le thème des jeux vidéo dans la société contemporaine et sur la culture du jeu. 

## Contexte

### Éducation
Mia Consalvo est née en 1969 à Biddeford, dans le Maine. Elle obtient son baccalauréat en communication du Lyndon State College, dans le Vermont. Après une maîtrise en communication à l'Université de Washington, elle obtient un doctorat en communication de masse de l'Université de l'Iowa. 

### Activités
Mia Consalvo occupe le poste de président de la Digital Games Research Association (DiGRA) de 2012 à 2016. Elle est également présidente de l'Association des chercheurs Internet (AoIR) de 2009 à 2011. 
Ses recherches portent notamment  sur la tricherie dans les jeux en ligne. Elle développe la thèse selon laquelle la tricherie visant des profits dans l'économie réelle dure depuis au moins deux décennies et aurait coûté des millions de dollars à l'industrie du jeu vidéo. Une forme courante de triche consiste à utiliser des « robots » conçus pour automatiser certains processus de jeu, collecter des éléments précieux dans un jeu donné et les vendre à d'autres joueurs. 
Les recherches de Mia Consalvo comprennent une étude sur les changements de genre dans les jeux en ligne où elle a démontré de grandes différences de comportements en fonction du genre masculin ou féminin. Selon Consalvo, les hommes jouant à des jeux qui utilisent des avatars féminins affichent toujours des schémas de mouvements masculins. De plus, ces joueurs agissent différemment des joueurs féminins dans les forums en ligne. 
Mia Consalvo a également étudié le harcèlement des femmes, des personnes LGBTIQ* et des joueurs issus des minorités dans les jeux, soulignant que la fréquence du harcèlement dans le jeu est un indicateur de l'état de la culture du jeu en ligne. 
Elle affirme que les jeux vidéo permettent aux utilisateurs d'interagir et remplit ainsi une fonction sociale contrairement à certains clichés. 

## Publications
- Atari to Zelda. Japan's Videogames in Global Contexts (2016). Presse MIT, Cambridge, MA.
- avec Jason Begy, Players and Their Pets: Gaming Communities from Beta to Sunset, 2015, Presses de l'Université du Minnesota, Minneapolis, MN.
- avec Konstantin Mitgutsch et Abe Steins, Sports Videogames, 2013, (Eds. ) Routledge, New York.
- avec Charles Ess, The Handbook of Internet Studies, 2011, Blackwell Publishing, Malden, MA.
- Cheaating: Gaining Advantage in Videogames, 2007, Presse MIT, Cambridge, MA.
- avec Caroline HaythornthwaiteAoIR Internet Research Annual Volume 4, 2006, Peter Lang, New York.
- avec Kate O'Riordan (Eds. )AoIR Internet Research Annual Volume 3, 2005, Peter Lang, New York.
- avec Matthew Allen, AoIR Internet Research Annual Volume 2, 2005, Peter Lang, New York.
- avec Nancy Baym, Jeremy Hunsinger, Klaus Bruhn Jensen, John Logie, Monica Murero et Leslie Regan Shade, AoIR Internet Research Annual Volume 1: Articles sélectionnés par l’Association des chercheurs Internet, conférences 2000-2002, 2004,  Peter Lang, New York.
- avec Susanna Paasonen, Women and Everyday Uses of the Internet: Agency and Identity, 2002, Peter Lang, New York.